# نجلاء محمد القاسمي
نجلاء محمد القاسمي (1970-)، سياسية إماراتية، شغلت منصب سفيرة دولة الإمارات إلى البرتغال والسويد، تعتبر من أوائل السيدات اللواتي تبوأن منصب «سفير» في تاريخ الإمارات.

## التعليم
حصلت على درجة البكالوريوس في العلوم السياسية من جامعة الإمارات العربية المتحدة في عام 1994 ودرجة الماجستير والدكتوراه من جامعة ستوكهولم وفي عام 2015.

## حياتها المهنية
عملت أولاً في القطاع البنكي وفي عام 1999 انتقلت للعمل في مركز الإمارات للدراسات والبحوث وبعدها إلى وزارة الخارجية لتعمل في مكتب الشؤون الأمريكية من ثم نائباً لمدير مكتب وكيل الوزارة. ومن ثم أنتقلت إلى جنيف بدرجة سكرتير أول في البعثة الدائمة للإمارات لدى المقر الأوروبي في الأمم المتحدة.
في عام 2002 التحقت للعمل مع وزارة الخارجية وعينت في عام 2008 سفيراً فوق العادة ومفوضاً في السويد. وسفير غير مقيم في عام 2010 في كل من جمهورية فنلندا والمملكة الدنماركية على التوالي ثم نقلت للبرتغال عام 2014.
عملت بعد عودتها إلى الإمارات العربية المتحدة في جامعة زايد (أغسطس 2016 إلى يونيو 2018). ثم التحقت في يوليو 2018 بمركز دبي للسياسة العامة (بحوث) كباحثة أولى ومسؤولة عن برنامج “دول مجلس التعاون الخليجي في عالم متعدد الأقطاب”.